# Faro di Punta Polveraia
Il faro di Punta Polveraia è un faro marittimo del canale di Corsica che si trova sull'omonimo promontorio all'estremità occidentale dell'isola d'Elba, presso l'abitato di Patresi nel territorio comunale di Marciana. Ad alimentazione elettrica e ad ottica fissa, la luce è prodotta da una lampada alogena da 1000 W con tre lampi bianchi ogni 15 secondi della portata di 16 miglia nautiche, mentre una lampada LABI di riserva da 100 W con portata di 11 miglia nautiche è in dotazione all'infrastruttura semaforica in caso di guasto della lampada principale.

## Storia
Il faro venne inaugurato dalla Regia Marina nel 1909 per l'illuminazione del tratto costiero occidentale dell'Isola d'Elba.

## Architettura
È costituito da una torre a sezione ottagonale, con galleria interna e pareti in muratura bianca, addossata alla parte centrale della facciata principale, rivolta verso il mare, di un fabbricato a pianta rettangolare, anch'esso in muratura bianca, disposto su un unico livello e preceduto da un basamento a scarpa che si adatta all'orografia del promontorio, che in passato ospitava le abitazioni dei guardiani prima della definitiva automatizzazione dell'infrastruttura. Sulla sommità della torre poggia il basamento circolare del tiburio della lanterna metallica, sopra la quale è collocato un anemometro.